# Stannan
Stannan (SnH4), triviální název cínovodík je hydrid cínu, molekula je analogická molekule methanu. Je vysoce toxický.
Při normální teplotě se pomalu rozkládá za vzniku kovového cínu a vodíku a zapaluje se při styku se vzduchem.

## Příprava
Stannan se připravuje reakcí chloridu cíničitého s tetrahydridohlinitanem lithným:
SnCl4 + LiAlH4 → SnH4 + LiCl + AlCl3.
nebo rozkladem slitiny hořčíku a cínu kyselinou chlorovodíkovou.[zdroj?]

## Podobné sloučeniny
- Methan
- Silan